# Memorial University of Newfoundland
La Memorial University of Newfoundland (o, semplicemente, Memorial University, o MUN) è un'università statale canadese con sede a Saint John's (Terranova e Labrador). Possiede anche altri campus in Canada (Corner Brook, Happy Valley-Goose Bay) e Inghilterra (Harlow). Gli studenti iscritti all'università sono oltre 18.000: questo la rende la maggiore università del Canada atlantico.

## Storia
Il Memorial University College (MUC) fu fondato nel 1925 e fu dedicato alla memoria dei canadesi di Terranova caduti nella prima guerra mondiale (a poi anche a quella dei caduti nella seconda guerra mondiale).
La sede del campus fu eretta in Parade Street a St. John's grazie al contributo della Carnegie Corporation of New York Foundation.
Quando iniziarono i corsi biennali, gli studenti del primo anno erano 57; negli anni 1940 il numero degli studenti salì a oltre 400.
Nel 1933 il college incorporò la Normal School.
Il Memorial University College ricevette lo status di università dal governo provinciale nel 1949. Nel 1969 l'università aprì un campus nel Regno Unito.